# 国际阵线
国际阵线是苏联末期的一个支持共产主义的政治运动，旨在维持苏联作为一个统一的马克思列宁主义国家，并强烈反对各加盟共和国的独立运动。

## 分支
- 爱沙尼亚 国际运动
- 拉脱维亚 拉脱维亚劳动人民国际阵线
- 立陶宛 团结
- 摩尔多瓦 争取权利平等团结运动
- 乌克兰 顿巴斯国际运动